# Abbás ibn Ali
Abbas ibn Alí ibn Abi Tálib (en árabe: العباس بن علي بن ابي طاللب), también conocido como Abbás o Abu Fádil (en árabe: ابوالفضل), fue el hijo de Ali Ibn Abi Tálib y su esposa Umm al-Banín. Jugó un rol muy importante en la Batalla de Kerbala como portador de la bandera de su hermano Husáin ibn Ali, así como siendo el proveedor del agua para las carpas de campaña del Imam. Fue martirizado en el día de Ashura.

## Apodos
- Abul-Fazl (padre de virtudes) es su apodo más famoso.[1] Y lo llamaron así, por la cantidad de virtudes que poseía.[2]

- Abul-Qásim es otro de sus apodos, y es mencionado así también en la Ziarat de Arbain, donde Yabir Ibn Abdulá al-Ansari dice: “¡La paz sea contigo, oh Abul-Qásim; La paz sea contigo, oh Abbás hijo de Alí!”.[3]

- Qamar Bani-Háshim (La luna de Bani-Hashim). Según las narraciones se menciona que su cara fue tan bella que la gente lo llamaba la luna de Bani Hashim.[1]

- Babul-Hawa’ich (La puerta del cumplimiento de las necesidades).[4]

- Tayyar (El volador).
- El Mártir.
- El proveedor de agua.
- El siervo piadoso de Dios.
- El abanderado de Husáyn.[2][5]
- El portador de la bandera de Husain (P), ( en árabe: صاحب اللواء ).

## Infancia y juventud
Infancia
Durante su infancia vivía con su padre el Imam Alí (P) y sus hermanos Hasan y Husain (P), y así aprovechaba mucho de su conocimiento. El Imam Alí (P) dijo sobre las virtudes de su hijo Abbas: “Ciertamente mi hijo Abbas durante su infancia aprendió de mi el conocimiento, como un pajarito que toma alimento del pico de su madre”. Es decir; no perdió nada de la sabiduría de su padre. El Imam Alí (P) puesto que tuvo el conocimiento de lo oculto sabía todo lo que pasaría a su hijo Abbas, y por eso a veces se entristecía cuando lo veía. Una vez su esposa le preguntó la razón de su tristeza y él respondió que las manos del Abbas serán cortadas en la senda del Husain (P). Luego añadió: en compensación “Dios Altísimo le entregará dos alas y Abbas volará en el Paraíso como su tío Yafar hijo de Abi Talib” .
Juventud
Imam Alí (P) prestaba mucha atención a su hijo Abbas, le enseñó la ética islámica y lo educó bajo las enseñanzas del Islam. Abbas vivió con su padre durante catorce años y cuarenta y siete días de su vida, y en todo este período nunca dejó solo a su padre, incluso durante los duros días de su califato. En el año 37 de la hégira lunar, mostró mucha valentía en la batalla de Siffin, cuando tenía solo doce años. 
Participación en la batalla de Siffin
proveer agua.
Cuando Mu'awiah entró en Siffin con su ejército de ochenta y cinco mil soldados, para poder vencer al Imam Alí (P) mandó a un grupo de guardias al Éufrates y les ordenó cerrar el agua al ejército del Imam (P). Momento en el que predominaba la sed para el Imam y sus soldados, y es entonces cuando el Imam Alí (P) envió a un grupo de sus soldados en busca de agua. Ellos atacaron al Éufrates cumpliendo la orden del Imam (P) y lograron traer agua. En este ataque participaron también el Imam Husain (P) y el honorable Abbas (P).
Su valentía en Siffin.
Durante la batalla de Siffin, un joven de casi treinta años de edad cuya cara fue cubierta por una máscara se dirigió hacia el ejército de Mu’awiah buscando guerreros. Es cuando Mu’awiah ordenó a Abu Sha’tha quien era un guerrero poderoso de su ejército que luchase contra él. Abu Sha’tha empezó a quejarse y dijo: “La gente de Siria sabe que yo puedo vencer a mil soldados, (¿cómo me ordenas luchar contra un jovencito?). Entonces es cuando Abu Sha´tha ordenó a uno de sus hijos que luchara contra aquel joven.
La lucha no duró más que unos momentos; ya que aquel joven era el honorable Abbas (P) quien venció al hijo de Abu Sha’tha. Cuando Abu Sha’tha vio a su hijo muerto, envió a otro de sus hijos hacia el campo de batalla, pero le pasó lo mismo. Abu Sha’tha tuvo en total siete hijos y los envió a todos para vencer al honorable Abbas (P), pero todos fueron aniquilados por las manos de aquel honorable joven.
Al final de estas circunstancias, el mismo Abu Sha´tha luchó contra Abbas (P), resultando vencido fácilmente. Aquel día la valentía de Abbas sorprendió a todos los presentes de modo que nadie se atrevía a luchar contra él. Cuando Abbas regresó a las carpas de campaña, el mismo Imam Alí (P) le quitó la máscara y limpió el polvo de su cara con sus benditas manos.

## Abbás en Kerbala

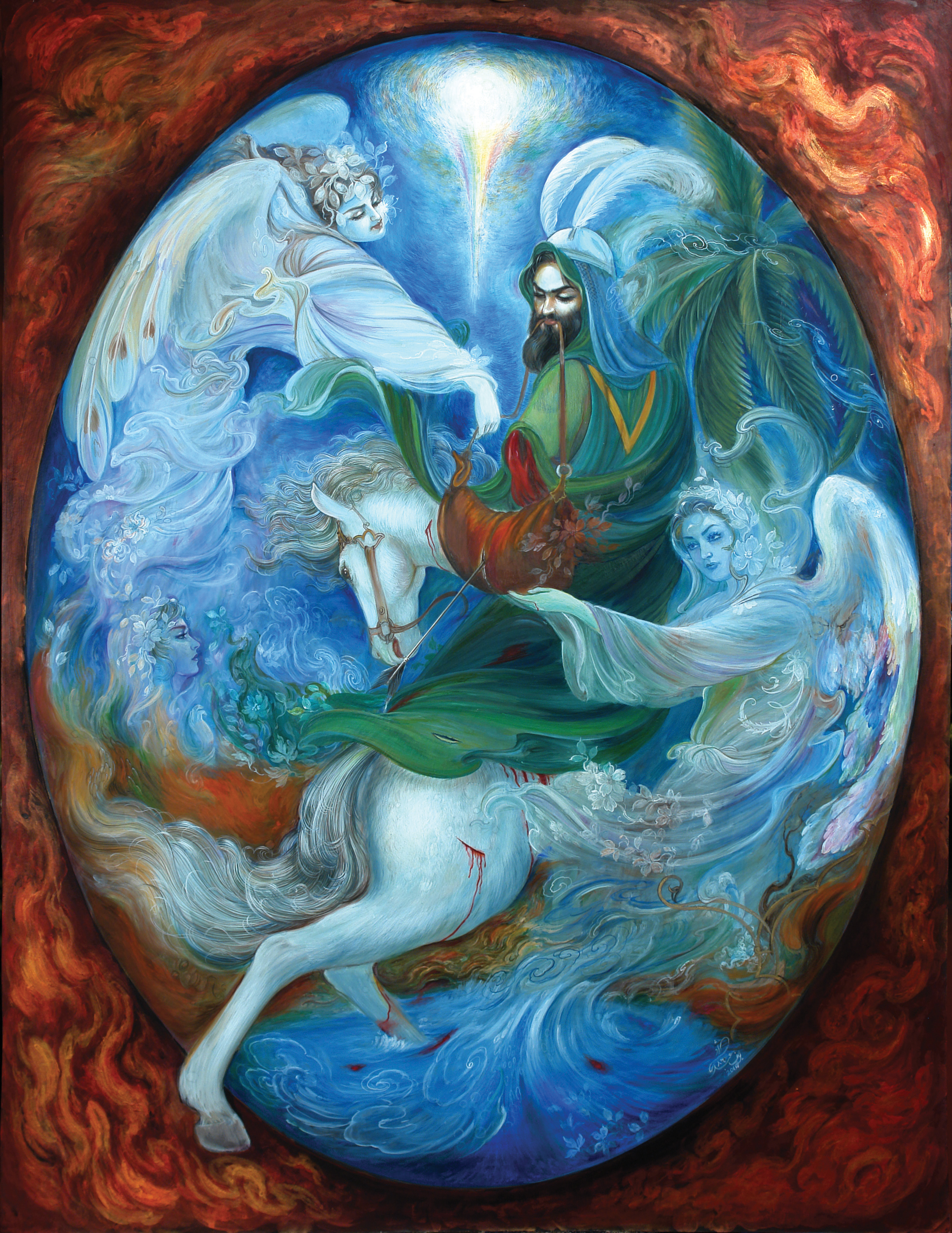
Abbás ibn Ali en Kerbala - Pintor: Yousef Abdinejad

### Provisión del agua
En el séptimo día del mes de Muharram del año 61 de la hégira lunar, llegó una carta de Ibn Ziad para Umar Ibn Saad donde le dice: “Oh hijo de Saad, impide la unión entre Husain (P) y el agua del Éufrates y sujétate fuerte en esta misión que no beban ni una gota de agua”. Ibn-Saad, dando cumplimiento a la orden recibida, envió a 500 jinetes para proteger el río y evitar que tomaran agua.
Transcurridas las horas, predominó la sed para el Imam (P) y sus compañeros, el Imam Husain (P) llamó a su hermano Abbas (P) y envió por la noche a treinta jinetes acompañados de veinte personas por la noche en busca de agua. El honorable Abbas (P) con la ayuda de estas personas logró romper el asedio del Éufrates. Algunos lograron llenaron llenar los recipientes de agua y ninguno de los compañeros del Imam (P) fue asesinado; es así como el honorable Abbas (P) trajo el agua a las carpas de campaña de Ahlul-Bait (P). 
En otra oportunidad, en el día de Ashûra, por la orden del Imam Husain (P), Abbas (P) se dirigió hacia el Éufrates para traer agua. Llegó a la costa del río y llenó el odre de agua, pero al regresar hacia las carpas, los enemigos lo rodearon logrando martirizarlo al cortarle sus brazos y traspasando su odre de agua con flechas evitaron que llegara con el encargo de su hermano (P).

### Delegación del Imam
En la novena u octava noche del mes de Muharram, Umar Ibn Saad llamó a su ejército y dijo: ¡Oh ejército de Dios móntense y partan hacia la felicidad del Paraíso!!!
El Imam Husain (P) estaba en su carpa cuando el honorable Abbas (P) vino ante él y declaró: el ejército del enemigo se dirige hacia nuestro campamento.
El Imam (P) dijo: Abbas, pregúntales por sus deseos qué quieren de nosotros. El honorable Abbas (P) fue con veinte jinetes para preguntarles por sus deseos. Ellos le respondieron: el Emir emitió un decreto solicitando juramento de fidelidad hacia él, de lo contrario iremos a la guerra. El honorable Abbas (P) dijo: déjenme entregar su mensaje al Imam (P). Abbas (P) vino ante el Imam (P) y declaró el mensaje para él. El Imam (P) dijo: esta noche tomen un indulto para que recemos y supliquemos ante Dios. El honorable Abbas (P) se dirigió hacia los enemigos y es así que tomó la noche como indulto y de esta manera el ejército de Umar Ibn Saad retornó a su lugar, y así Abbas (P) logró aplazar la guerra. 

### La protección de las carpas de Ahlul Bait (P)
A pesar de que el honorable Abbas (P) había tomado un indulto de los enemigos, en la noche de Ashura, vigilaba las carpas del Imam (P) para protegerles de los posibles ataques.
Aquella noche Zuheir vino ante el honorable Abbas (P) y le recordó el relato del casamiento de su padre el Imam Alí (P) con su madre Umul Banin y le dijo: “Oh Abbas, tu padre te quería para estos días. Haz todo lo que puedes para apoyar a tu hermano”. El honorable Abbas (P) se enfadó al escuchar estas palabras y respondió: “Zuheir! ¿Quieres animarme con estas palabras? Juro por Dios que no dejaré de apoyar a mi hermano hasta la muerte. Te lo voy a probar mañana de modo que nunca antes lo hayas visto.

### Portar la bandera del ejército del Imam (P)
En la madrugada de Ashûra, después de que el Imam Husain (P) realizara la oración, el ejército de los enemigos tomó una actitud agresiva y anunció inmediatamente la guerra. Entonces el Imam (P) empezó a preparar a sus acompañantes en la posición de defensa. El ejército del Imam (P) sólo constaba de treinta y dos jinetes y cuarenta soldados de infantería. Sin embargo; para el despliegue militar del ejército, el Imam (P) designó a Zuhair Ibn Qain en el ala izquierda y a Habib Ibn Mazahir en el ala derecha del ejército; luego dio la bandera del ejército a su hermano Abbas (P). 

### Enviar a sus hermanos al campo de batalla
Cuando el honorable Abbas (P) vio los cuerpos de los mártires de Bani Hashim y otros mártires, llamó a sus hermanos Abdul-lah, Ya’far y Uzman (que fueron los hijos de Umul Banin) y les dijo: “Oh hijos de mi madre, ¡avanzad adelante! para ver vuestra abnegación en la senda de Dios y Su Mensajero (BPD)”. Ellos se adelantaron en el campo de batalla y al pasar un tiempo fueron martirizados frente a los ojos de Abbas (P). 

### La batalla
Una vez más, el honorable Abbas (P) se enfrentó con tres guerreros en el campo de batalla. El primero fue un hombre llamado Marid Ibn Sudaif que se adelantó en el campo de batalla y atacó a Abbas (P) con una lanza. Sin embargo; el honorable Abbas (P) agarró la punta de su lanza y por una vuelta arrastró la lanza de su mano y lo mató con su propia lanza. 
El segundo fue Safwan Ibn Abtah que fue un guerrero profesional en tirar lanzas y piedras. La confrontación entre ellos no duró más que un momento y de inmediato este hombre fue herido; pero la compasión del honorable Abbas (P) le dejó con vida; ya que Abbas (P) le dejó escapar.
El tercer guerrero fue Abdul-lah Ibn Uqbah. El honorable Abbas (P) conocía a su padre y por lo tanto le dijo: “Tú no sabías que en esta guerra debías confrontarte conmigo. Por los favores que hizo mi padre con tu padre, vuelve y denuncia la guerra”. Pero aquel hombre se rehusó a aceptar esta propuesta y luchó contra el honorable Abbas (P), siendo vencido muy pronto, escapó del campo de batalla con mucha humillación. 
Respecto al martirio del honorable Abbas (P) hay diferentes registros históricos:
- Uno de ellos escrito por Jarazmi: Él fue al campo de batalla y al mismo tiempo que atacó al enemigo pronunciaba epopeyas, y luego de matar y herir a muchos de ellos, alcanzó el martirio. En ese instante el Imam Husain (P) llegó al lado de su cuerpo y dijo: “Ahora se rompió mi espalda (perdí a mi apoyo) y mis opciones han sido coartadas”.
- Otro narrado por Sayyed Ibn Tavus: Cuando predominó la sed para el Imam Husain (P), Abbas y el Imam (P) fueron juntos al Éufrates en busca de agua. Momento en el cual, los enemigos aprovecharon la oportunidad para atacarles en el camino, logrando de esta manera separar a Abbas (P) del Imam (P), y martirizarlo brutalmente.
- Otro de los escritos sobre su martirio es de Ibn Shahr Ahub: “Abbas (P) fue el proveedor del agua, la luna de Bani Hashim y el portador de la bandera del Imam Husain (P). De entre los hijos de Umul Banin, él fue el hermano mayor. En el día de Ashura él había salido de las carpas de campaña en busca de agua; y fue en aquel momento que los enemigos aprovechan para atacarlo. La lucha duró unos momentos hasta que uno de ellos, llamado Hakim Ibn Tufeil salió en su emboscada y por un golpe de espada cortó la mano derecha de Abbas (P) y luego con otro golpe cortó su mano izquierda. Simultáneamente a este suceso, Abbas (P) recitó estas epopeyas: “No tengo miedo de los infieles porque mi corazón está seguro con la misericordia de Dios, y me estoy dando las albricias de ver pronto al honorable Profeta (PBD). Ellos cruelmente me han cortado la mano izquierda; mi Señor los ingresará en el fuego del Infierno.” Luego aquel maldito lo golpeó en la cabeza con una barra de hierro y de esta forma fue martirizado.

Finalmente, Abbas (P) fue el último mártir de los acompañantes del Imam Husain (P) y luego de él se martirizaron unos niños indefensos de la familia del Imam (P) que no tenían ningún arma. El honorable Abbas (P) tenía 34 años de edad cuando alcanzó el martirio. 

## Nacimiento y martirio
El honorable Abbas nació en Medina en el cuarto día del mes de Sha’ban del año 26 de la hégira lunar; y fue martirizado en Karbalá en el décimo día del mes de Muharram del año 61 de la hégira lunar, durante el suceso de Ashûra.

## Abbás desde el punto de vista de los Imanes

### SegúnImam al-Hasán
Abbas (P) siempre estuvo con su hermano el Imam Hasan (P) durante el tiempo de su Imamato. El Abbas (P) tomó un papel de protector junto al Imam (P) ya que; en aquel período la vida del Imam Hasan (P) estaba amenazada siempre por Mu’awiah y sus mercenarios. Durante el Imamato del Imam Hasan (P), él era quien respondía a cualquier persona que iba a la puerta del Imam (P), y también lograba satisfacer los pedidos de los pobres y resolvía los problemas de la gente con los consejos de su hermano, por lo cual otro de sus apodos conocidos fue también “la puerta del cumplimiento de las necesidades”.
Después del martirio del Imam Hasan (P), el día de su entierro, cuando los enemigos de Ahlul-Bait (P) tiraron flechas al cuerpo del Imam, él preparó su espada para luchar contra ellos, pero repentinamente se acordó del testamento de su hermano donde le había recomendado tener paciencia y así lo obedeció.
Él fue tan obediente a los Imames de su época que el Imam Sadiq (P) le saluda así: “La paz sea contigo oh siervo piadoso de Dios, el obediente a Dios, a Su Profeta (PBD), al Príncipe de los creyentes (P), a Hasan y a Husain (P)”.

### SegúnImam al-Sayyad
Se ha narrado del Imam Sayyad (P) que dijo sobre su tío: “Que Dios compadezca a mi tío Abbas. Ciertamente él mostró valentía y se sacrificó a sí mismo por su hermano, hasta que sus manos fueron cortadas. Dios le recompensa por este sacrificio con dos alas por las cuales vuela con los ángeles en el Paraíso. En verdad, en el Día de la Resurrección, Abbas tendrá una posición muy elevada ante Dios Exaltado, una posición que todos los mártires desean tener.

### SegúnImam al-Sádiq
El Imam Sadiq (P) describe al honorable Abbas con estos atributos: 
La fe perfecta, el Yihad (lucha sagrada) en la senda del Imam Husain (P), la abnegación, el martirio por el Imam de su época, la sumisión al Imam, la lealtad, la persistencia hasta el último momento, entre otros atributos

### SegúnImam al-Mahdi
Se ha narrado que el Imam Mahdi (P) saludó al honorable Abbas (P) con estas palabras: 
La paz sea con ‘’Abul Fazl’’, Abbas hijo del príncipe de los creyentes (P), quien sacrificó su vida por la de su hermano, quien dejó su vida mundanal de un lado para ir a una estancia mejor en el más allá.
El guardia que trató de traer agua para los sedientos de Ahlul-Bait y perdió sus dos manos en la lucha en el camino de Dios. Que Dios maldiga a sus asesinos, Yazid Ibn Riqad y Hakim Ibn Tufeil. 

### Lealtad al Imamato
Respecto a su lealtad al Imamato se pueden mencionar los siguientes aspectos: 
En la Ziarat del Honorable Abbas (P) se han mencionado las palabras del Imam Sadiq (P) donde dice sobre él: 
“La paz sea contigo oh siervo piadoso de Dios, el obediente a Dios, a Su Profeta (PBD), al Príncipe de los creyentes (P), a Hasan y a Husain (P)”.
Por la tarde del día de Tasu'a (el noveno día del mes de Muharram), Shimr se acercó al ejército del Imam Husain (P) y exclamó: ¿Dónde están mis sobrinos Abdul-lah, Ya'far, Uzman y Abbas? (estas cuatro personas eran hijos de Ummul Baninde la tribu de Bani Kilab y también Shimr era de la misma tribu y por eso los llamó como sus sobrinos). El Imam Husain (P) gracias a su gran moral dijo: "Denle la respuesta a pesar de que ha sido un pecador." Ellos se acercaron a donde Shimr y dijeron: ¿Qué quieres? Él dijo: 
¡Oh, hijos de mi hermana! retírense sin miedo de la cercanía de Husain (P) y obedezcan el mando de Yazid. He traído un salvoconducto para garantizar su seguridad.
El honorable Abbas (P) respondió: 
“Ay de ti y del salvoconducto que has traído; ¿nos invitas a dejar la obediencia de nuestro señor (Husain) y obedecer a los malditos? ¿Nos das este salvoconducto mientras el hijo del Enviado de Dios (PBD) está en peligro?”
Al escuchar esto, Shimr se enfureció y regresó a su campamento. 